# 金栄哲
金 栄哲（キム・ヨンチョル、朝鮮語: 김영철）は、朝鮮民主主義人民共和国の政治家。黄海南道人民委員会委員長、朝鮮労働党中央委員会委員候補。

## 経歴
出生地や生年月日、2016年までの経歴は不明。2016年5月9日に開催された朝鮮労働党第7次大会で朝鮮労働党中央委員会委員候補に選出され、2017年に黄海南道人民委員会委員長に任命された。2019年3月10日に実施された最高人民会議第14期代議員選挙で代議員に選出された。同年10月12日に友好代表団を率いて中国を訪問した。

## 参考サイト
- 북한정보포털

| 先代崔正龍 | 黄海南道人民委員会委員長2017年 - | 次代現職 |